# 1959 în științifico-fantastic
- 1958 în științifico-fantastic — 1959 în științifico-fantastic — 1960 în științifico-fantastic

1959 în științifico-fantastic a implicat o serie de evenimente:

## Nașteri și decese

### Nașteri
- Aurel Cărășel - Mic Dicționar de autori SF (1996), O istorie tematică a literaturii SF (2006)
- Susanna Clarke
- Maurice Georges Dantec
- Andreas Eschbach
- Dave Freer
- Walter H. Hunt
- Hartmut Kasper (scrie și sub pseudonimul Wim Vandemaan)
- Karsten Kruschel
- Maureen F. McHugh
- Michael Nagula
- Lawrence M. Schoen
- Neal Stephenson
- Peter Watts

## Decese
- Edwin Balmer (n. 1883)
- Stanislaus Bialkowski (n. 1897)
- Emil Felden (n. 1874)
- Otfrid von Hanstein (n. 1869)
- Hans Henny Jahnn (n. 1894)
- Alfred Kubin (n. 1877)
- Ernst H. Richter (n. 1900)
- Ewald Gerhard Seeliger (n. 1877)

## Cărți

### Romane
- Echo in the Skull de John Brunner
- Four from Planet 5 de Murray Leinster
- Immortality, Inc. de Robert Sheckley
- Infanteria stelară de Robert A. Heinlein
- Orașul nisipurilor de Marcel Brion
- Pierduți în spațiu de George O. Smith
- Războiul împotriva rulilor de A. E. van Vogt
- Țara norilor purpurii de Arkadi și Boris Strugațki
- Ultimatum - ultimele zile ale unui război atomic de Mordecai Roshwald
- The World Swappers de John Brunner.
- Timpul dezarticulat de Philip K. Dick

### Povestiri
- „Flori pentru Algernon” de Daniel Keyes
- „O întâmplare în împărăția zăpezilor” de Radu Nor
- „Supernova Aretina”  de Genrich Altshuller

## Filme
| Titlu                                                                             | Regizor                            | Distribuție                                                 | Țara                                                  | Sub-Gen /Note |
| --------------------------------------------------------------------------------- | ---------------------------------- | ----------------------------------------------------------- | ----------------------------------------------------- | ------------- |
| The 30 Foot Bride of Candy Rock -- Iubire mare                                    | Sidney Miller                      | Lou Costello, Dorothy Provine, Gale Gordon                  | Statele Unite ale Americii                            |               |
| 4D Man                                                                            | Irvin Shortess Yeaworth, Jr.       | Robert Lansing, Lee Meriwether, James Congdon               | Statele Unite ale Americii                            |               |
| The Angry Red Planet                                                              | Ib Melchior                        | Gerald Mohr, Les Tremayne, Nora Hayden                      | Statele Unite ale Americii                            |               |
| The Atomic Submarine                                                              | Spencer Gordon Bennet              | Arthur Franz, Dick Foran, Brett Halsey                      | Statele Unite ale Americii                            |               |
| Attack of the Giant Leeches                                                       | Bernard Kowalski                   | Jan Shepard, Gene Roth, Yvette Vickers                      | Statele Unite ale Americii                            |               |
| Battle in Outer Space                                                             | Ishirō Honda                       | Ryo Ikebe, Koreya Senda                                     | Japonia                                               |               |
| The Cosmic Man                                                                    | Herbert Greene                     | Bruce Bennett, John Carradine, Angela Greene                | Statele Unite ale Americii                            | [ 2 ]         |
| First Man into Space                                                              | Robert Day                         | Marshall Thompson, Marla Landi, Bill Edwards                | Regatul Unit al Marii Britanii și al Irlandei de Nord | [ 3 ]         |
| Der schweigende Stern (în germană) Milcząca Gwiazda (în poloneză) (Steaua tăcută) | Kurt Maetzig                       | Yoko Tani, Oldrich Lukes, Ignacy Machowski                  | Germania de Est · Polonia                             |               |
| Giant Gila Monster                                                                | Ray Kellogg                        | Don Sullivan, Lisa Simone, Fred Graham                      | Statele Unite ale Americii                            |               |
| Gigantis the Fire Monster                                                         | Paul Schreibman                    | Hiroshi Koizumi                                             | Statele Unite ale Americii · Japonia                  |               |
| Have Rocket, Will Travel                                                          | David Lowell Rich                  | Jerome Cowan, Anna-Lisa, Curly Joe DeRita                   | Statele Unite ale Americii                            |               |
| Die Nackte und der Satan (Nudul și Satana)                                        | Victor Trivas                      | Michel Simon, Horst Frank, Christiane Maybach               | Germania de Vest                                      | [ 4 ] [ 5 ]   |
| The Hideous Sun Demon                                                             | Robert Clarke                      | Robert Clarke, Patricia Manning, Nan Peterson               | Statele Unite ale Americii                            |               |
| Journey to the Center of the Earth -- O călătorie spre centrul Pământului         | Henry Levin                        | Pat Boone, James Mason, Arlene Dahl, Diane Baker            | Statele Unite ale Americii                            |               |
| The Killer Shrews                                                                 | Ray Kellogg                        | James Best, Ken Curtis, Ingrid Goude                        | Statele Unite ale Americii                            |               |
| The Manster                                                                       | George Breakston, Kenneth G. Crane | Peter Dyneley, Jane Hylton, Satoshi Nakamura, Terri Zimmern | Japonia · Statele Unite ale Americii                  | [ 6 ] [ 7 ]   |
| The Man Who Could Cheat Death                                                     | Terence Fisher                     | Anton Diffring, Christopher Lee                             | Regatul Unit al Marii Britanii și al Irlandei de Nord | [ 8 ]         |
| Missile to the Moon                                                               | Richard E. Cunha                   | Richard Travis, Cathy Downs, K.T. Stevens                   | Statele Unite ale Americii                            | [ 9 ]         |
| The Monster of Piedras Blancas                                                    | Irvin Berwick                      | Les Tremayne, Forrest Lewis, John Harmon                    | Statele Unite ale Americii                            |               |
| Monster on the Campus                                                             | Jack Arnold                        | Arthur Franz, Joanna Cook Moore                             | Statele Unite ale Americii                            | [ 10 ]        |
| On the Beach -- Ultimul țărm                                                      | Stanley Kramer                     | Gregory Peck, Ava Gardner, Fred Astaire                     | Statele Unite ale Americii                            | [ 11 ]        |
| Plan 9 from Outer Space                                                           | Edward D. Wood, Jr.                | Bela Lugosi, Mona McKinnon, Gregory Walcott, Vampira        | Statele Unite ale Americii                            |               |
| Return of the Fly                                                                 | Edward Bernds                      | Vincent Price, Brett Halsey, John Sutton                    | Statele Unite ale Americii                            |               |
| Teenagers from Outer Space                                                        | Tom Graeff                         | David Love, Dawn Anderson, Harvey B. Dunn                   | Statele Unite ale Americii                            |               |
| The World, the Flesh and the Devil                                                | Ranald MacDougall                  | Harry Belafonte, Inger Stevens, Mel Ferrer                  | Statele Unite ale Americii                            |               |

## Premii
- Premiul Hugo pentru cel mai bun roman:[13] Un caz de conștiință de James Blish